# Acuífero Continental Intercalar

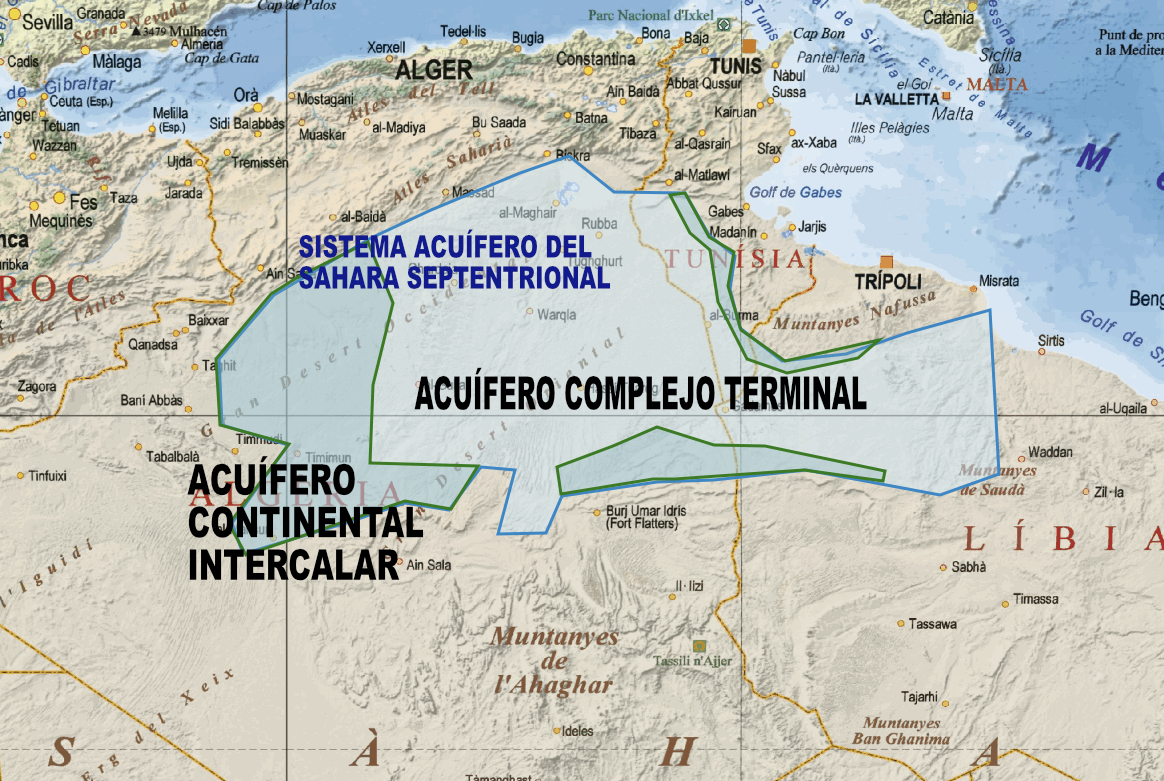
Sistema Acuífero del Sahara Septentrional

 El acuífero Continental Intercalar (CI) es una extensa reserva subterránea de agua fósil que se extiende entre Túnez, Argelia y Libia. El agua está retenida en un sustrato de areniscas que van desde el Carbonífero hasta el Cretácico, cuya capa más profunda pertenece al Albiense, la edad más profunda del Cretácico inferior, con más de 100 millones de años, de ahí que se le conozca también como Acuífero Albiense (nappe de l’Albien).
Junto con el Acuífero Complejo Terminal situado al oeste y al sur, del cual está separado por el Valle de M'Zab, sobre una cresta rocosa, forma el inmenso Sistema Acuífero del Sahara Septentrional o Sistema Acuífero Sahariano, que ocupa un área de 1 millón de km² y que contiene un volumen de más de 30.000 km³ de agua bajo el suelo, en profundidades que alcanzan varios miles de metros en algunos lugares.
La capa freática se extiende entre el Atlas Sahariano, al norte, la región de Saoura, en el sudoeste de Argelia, el Hoggar, al sur, y una zona de oclusión, al este, cerca de Biskra, Touggourt y Ghadamés.
Investigaciones recientes han demostrado que el agua, que se creía fósil, recibe un aporte anual de 1,4 km³ procedentes de las lluvias producidas en la vertiente meridional del Atlas, entre el Djebel Beni Smir y el Djebel Bou Kahil, por un lado, y el Gran Erg Occidental, por el otro.
En 2003, los numerosos pozos que alimentan ciudades y regadíos, extraían en Argelia del orden de 2,75 km³ de agua anuales, haciendo que el nivel piezométrico del acuífero haya descendido en 40 años de 25 a 50 m según el lugar.
No se conoce exactamente el agua que contiene el gran acuífero, que podría superar los 40.000 km³ de agua entre Túnez, Argelia y Libia. En Libia, que también posee parte del acuífero de Nubia, se ha realizado un gran proyecto para llevar el agua hacia el norte, pero en Argelia todavía está poco desarrollado. Empresas chinas han construido una instalación de cerca de 1000 km para llevar agua desde Illizi hasta Tamanrasset, en el Hoggar.

## Recursos externos
- La nappe de l'Albien (Aquifère Continental intercalaire du Sahara), Nouara Algérie.com, 18 de enero de 2015
- Ressources en eau souterraines au Sahara Algérien, Agence de Bassin Hydrographique Sahara Site Web : www.abhs.dz. Correo electrónico : abhs@wissal.dz
- Nappe du Continental Intercalaire, Algerie/Tunisie Unesco
- La Libye "dégrade" les nappes d'eau souterraines du Sahara (Fouad Chehat, expert), AL Huffington Post, 12/04/2016
- 40.000 milliards de m³ de réserves en eau dans le Sahara, Potable mais no renouvelable, Algerie-Watch, 30/01/2006
- África: recursos naturales, guerra y corrupción, África a debate, Ministerio de Defensa, 2009